# عبد الكريم تلجي
عبد الكريم تلجي (1961-2017) مزور هندي مدان.  كسب المال عن طريق طباعة أوراق الطوابع المزيفة في الهند.

## النشأة
كانت والدة عبد الكريم تلجي هي شريفبي لادساب تلجي، وكان والده موظفًا في سكك الحديد الهندية. توفي والده عندما كان صغيرا. دفع تلجي لتعليمه في سارفودايا فيدايالا نانابور، مدرسة متوسطة للغة الإنجليزية، عن طريق بيع الفواكه والخضروات في القطارات. في النهاية، انتقل إلى المملكة العربية السعودية . وبعد سبع سنوات، عاد إلى الهند. عندما بدأ مهنة تزوير، ركز في الأصل على جوازات السفر المزورة. بدأ عملًا لتصدير القوى العاملة إلى المملكة العربية السعودية وافتتح شركة، أرابيان مترو ترافيلز في نيو مارين لاينز . اعتاد على إنشاء العديد من المستندات المزيفة التي من شأنها أن تسهل مرور العمال بسلاسة في المطار حتى لو كان جواز سفرهم يحمل ختم ECR (بمعنى التحقق من الهجرة مطلوب) أو أي مشكلات أخرى يمكن أن ترفع الأعلام الحمراء لمسؤولي الهجرة. هذه الممارسة كانت تسمى "الدفع" في لغة مصدري القوى العاملة.

## مهنة التزييف
انتقل تلجي إلى التزوير بشكل عميق عندما بدأ في تزوير ورق الطوابع. قام بتعيين 300 شخص كوكلاء قاموا ببيع المنتجات المزيفة للمشترين بالجملة، بما في ذلك البنوك وشركات التأمين وشركات السمسرة المالية. قدر حجم عملية الاحتيال بحوالي 300 مليار روبية هندية (5٫0 مليار دولار أمريكي)  أحد جوانب الفضيحة التي تسببت في الكثير من القلق هو أنها تطلبت مشاركة العديد من ضباط الشرطة والموظفين الحكوميين الآخرين بما في ذلك نيخيل كوثاري، مساعد محقق شرطة الذي وُجد أن صافي ثروته يزيد عن 1 مليار روبية هندية (17 مليون دولار أمريكي) ، على الرغم من أن قدر راتبه هو 9٬000 روبية هندية (150 دولار أمريكي) روبية فقط في الشهر.  وتورط عدد من ضباط الشرطة في القضية. تم تسريح هبراديب ساوانت، نائب مفوض الشرطة آنذاك، للفرع الخاص بمومباي، ولكن بعد ذلك أعيد إلى منصبه بعد أن ثبتت براءته. ثم اتخذ ضابط الشرطة س. م. مشرف المشهور في كتاب "مَن قتل كركاري" إجراءات حاسمة في هذه القضية. 
وفي 17 يناير 2006، حُكم على تلجي وعدد من شركائه بالسجن المشدد لمدة 30 سنة.  في 28 يونيو 2007، حُكم على تلجي بالسجن المشدد لمدة 13 عامًا بسبب جانب آخر من جوانب الفضيحة. وتم تغريمه أيضًا 10 مليار روبية هندية (170 مليون دولار أمريكي) . كما طلبت دائرة ضريبة الدخل مصادرة ممتلكاته لدفع الغرامة.  لقد كان في السجن لمدة 13 عامًا.

## الحياة الشخصية
اعتاد تلجي الذهاب إلى بيوت الرقص، ورش مرة واحدة 90 روبية هندية على راقصة بار واحدة في بار توباز في شار غرانت، مومباي.   قيل إنه كان يحب راقصة البار، تارانومان خان. 

## وفاة
كان تلجي يعاني من التهاب السحايا، وتوفي في 23 أكتوبر 2017 بمستشفى فيكتوريا، بنغالور. كان يعاني من مرض السكري وارتفاع ضغط الدم لأكثر من 20 عامًا، إلى جانب أمراض أخرى. 

## في الثقافة الشعبية
- مدرانك: الختم هو فيلم هندي هندي صدر عام 2009 بلغات الإثارة من إخراج شاكر شاه استنادًا إلى فضيحة الطوابع. [11]
- ورق هي سلسلة ويب هندية لعام 2020 من إعداد أولو استنادًا إلى فضيحة الطوابع ببطولة روحيت روي في دور تلجي. [12]
- مافيا المال هو مسلسل وثائقي يعرض تفاصيل ثماني فضائح في الهند. الحلقة الأولى، أوراق الطوابع المزيفة، تدور حول فضيحة تلجي. [13]
- غش 2003 هو مسلسل هندي على شبكة الإنترنت من إخراج توشار هيرانانداني وإنتاج شركة أبلوز إنترتينمنت. ويستند إلى عملية احتيال ورق الطوابع لعام 2003 من قبل تلجي وهو تكملة لغش 1992 حول عملية احتيال سوق الأوراق المالية الهندية عام 1992 بواسطة هارشاد ميهتا . [12]